# Agaricus campestris
Il prataiolo (Agaricus campestris L., 1753) è un fungo della famiglia delle Agaricaceae variamente apprezzato; in alcuni Paesi è ritenuto il migliore fungo, mentre è rifiutato altrove. I Romani lo ritenevano ottimo, come ne fanno fede i versi di Orazio "Pratensibus optima fungis/Natura est; aliis male creditur" (in italiano: il prataiolo è il miglior fungo in natura; degli altri non bisogna fidarsi).

## Etimologia
Dal latino campester = campestre, perché cresce nei campi.

## Descrizione della specie

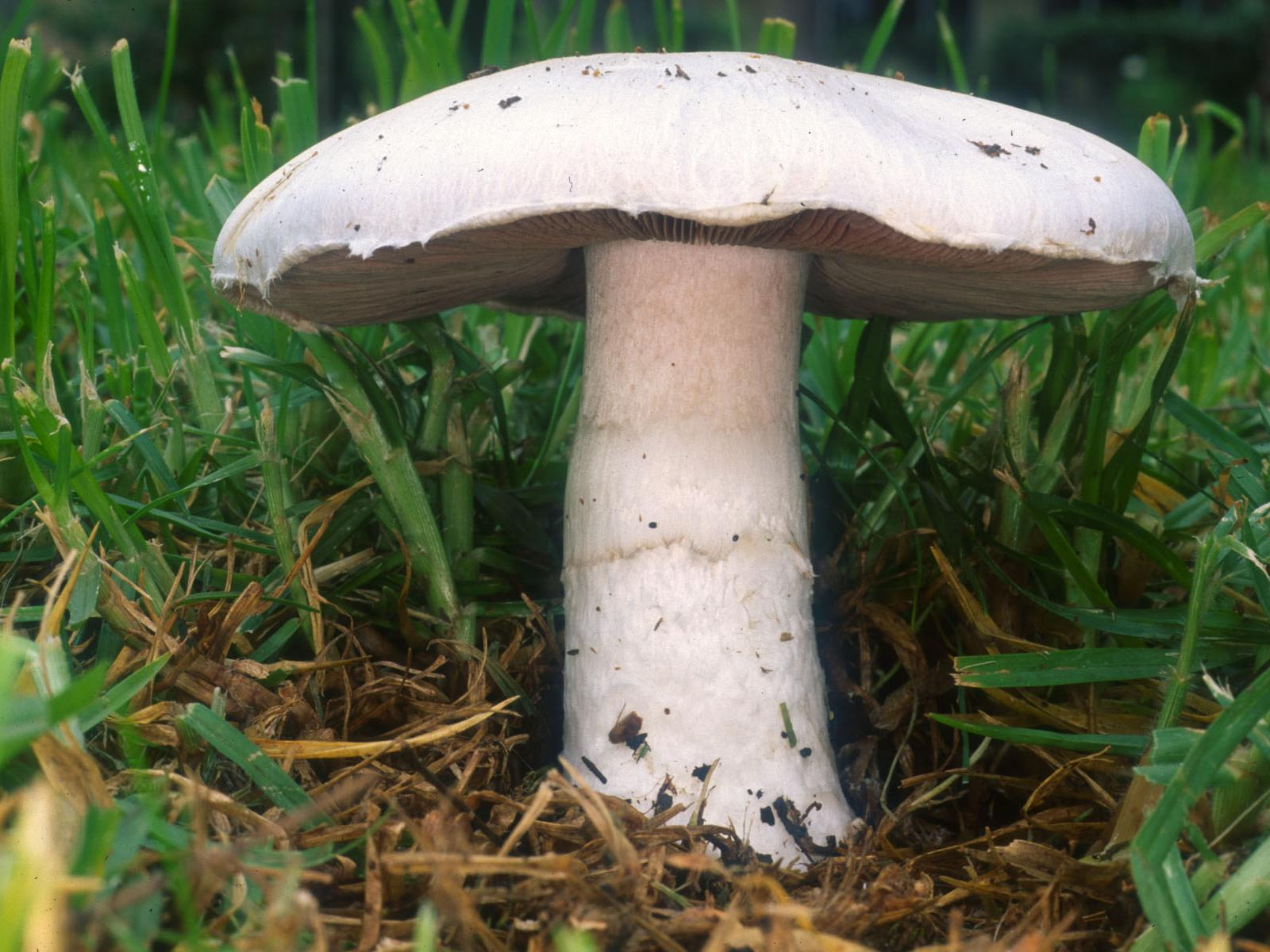
A. campestris

### Cappello
Il Cappello è globuloso con margini uniti al gambo, poi emisferico e infine piano-convesso, 5-20 cm di diametro; margini acuti con residuo di velo; cuticola bianco-gialliccia, bruno a maturità, fioccosa-serica e talora squamata.

### Lamelle
Incurvate verso il margine, libere al gambo; carnicine, poi rosee o rosso-vinoso e infine bruno-violacee. Le Lamelle non devono essere bianche, nel caso si può trattare di un Leucoagaricus leucothites (commestibilità non dimostrata) o di una amanita mortale.

### Gambo
L'Agaricus campestris ha un gambo cilindrico, solido, liscio, di colore bianco, affusolato alla base.

### Anello
L'anello è bianco, sottile, effimero, ripiegato a doppio collare.
La volva non è presente: In caso contrario l'identificazione è errata, potrebbe trattarsi di una amanita mortale.

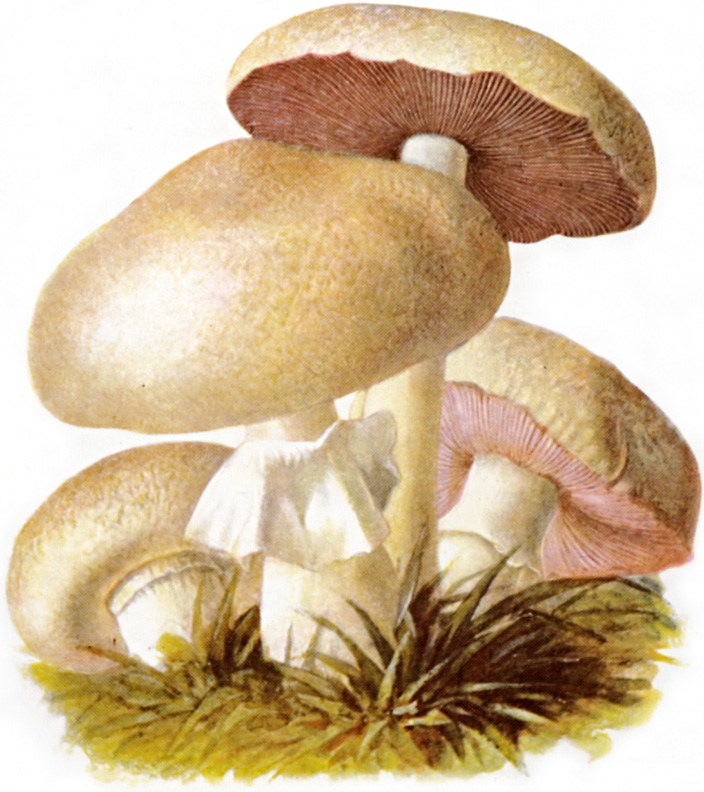
Illustrazione di A. campestris

### Carne
A medio sviluppo il cappello possiede carne soda, fragile, bianca o leggermente vinata, che vira molto lentamente al rosa al taglio.
L'odore è molto gradevole, aniseo o mandorlato; il sapore dolce o leggermente piccante. Assaggiarlo prima della certa identificazione è estremamente rischioso potendosi trattare di una amanita mortale.

### Spore
Le spore appaiono ovoidali, brune in massa, 6,5-8 × 4,5-6 µm.

## Distribuzione e habitat
Fruttifica in estate-autunno, comune nei prati, nei campi, nei boschi concimati e pascoli.

## Commestibilità
Ottimo commestibile.
È necessario però prestare attenzione a non confonderlo con il tossico Agaricus xanthodermus o, peggio ancora, con le amanite mortali di colore bianco (Amanita verna, Amanita virosa e Amanita phalloides var. alba).

## Tassonomia

### Sinonimi e binomi obsoleti
- Agaricus bisporus (J.E. Lange) Pilát, Sborn. Nár. Mus. v Praze, Rada B, Prír. Vedy 7(1): 46 (1951)
- Agaricus brunnescens Peck, Bull. Torrey bot. Club 27: 16 (1900)
- Agaricus cookeanus Bon [as 'cookeianus'], Documents Mycologiques 16(no. 61): 16 (1985)
- Agaricus hortensis (Cooke) Pilát, Sb. nár. Mus. Praze 7B(1): 37 (1951)
- Agaricus subfloccosus var. bisporus (J.E. Lange) Hlaváček, Mykologický Sborník 28(4-6): 68 (1951)
- Psalliota bispora (J.E. Lange) F.H. Møller & Jul. Schäff., Annales Mycologici 36: 69 (1938)
- Psalliota hortensis (Cooke) J.E. Lange, Dansk bot. Ark. 4(12): 8 (1926)

### Specie simili
- Agaricus xanthodermus (velenoso), da cui si distingue in quanto di colore giallo/ giallo cromo alla base del gambo (sezionare dopo averlo estratto).
- Altri funghi tossici del genere Agaricus (stesso discorso).

#### Specie simili mortali
- Amanita verna, Amanita virosa ed Amanita phalloides var. alba, tutte mortali, contengono sostanze estremamente tossiche anche a dosi minime: si distinguono principalmente per la presenza della volva assente nei funghi del genere Agaricus. Il presunto prataiolo non deve essere assaggiato e per essere identificato deve essere tagliato solo dopo averlo estratto completamente.